# Sol Kaplan
Solomon „Sol“ Kaplan (* 19. April 1919 in Philadelphia; † 14. November 1990 in Manhattan, New York) war ein US-amerikanischer Pianist, Dirigent und Filmkomponist.

## Leben
Sol Kaplan trat bereits im Alter von zwölf Jahren mit dem Philadelphia Orchestra auf. Später ging er nach New York, wo er sich als Pianist einen Namen machte und mit nur 21 Jahren regelmäßig in der renommierten Carnegie Hall Konzerte gab. Im Jahr 1941 begann er seine Karriere als Komponist in Hollywood, wo er unter anderem für den starbesetzten Episodenfilm Sechs Schicksale (1942) von Julien Duvivier die Filmmusik schrieb. Während des Zweiten Weltkriegs komponierte er Filmmusik im Auftrag des United States Army Signal Corps und des Office of Strategic Services, der Vorläuferorganisation der CIA.
Hatte er bis Mitte der 1940er Jahre noch bei MGM fest unter Vertrag gestanden, musste sich Kaplan nach dem Krieg neu orientieren. 1948 und 1949 war er für kleine Produktionsstudios tätig. 1950 wurde er schließlich von 20th Century Fox als Komponist fest angestellt, worauf er für den Thriller Niagara (1953) mit Marilyn Monroe und Jean Negulescos Der Untergang der Titanic zuständig war. Mitte der 1950er Jahre wurde seine Karriere unterbrochen, als er auf die schwarze Liste des Komitees für unamerikanische Umtriebe gesetzt wurde. Obwohl ihm keine Verbindung zur Kommunistischen Partei nachgewiesen werden konnte, wurde er von 20th Century Fox entlassen. Daraufhin arbeitete er erneut für verschiedene Produktionsfirmen. Zu seinen Arbeiten der 1960er Jahre zählen Carl Foremans Kriegsfilm Die Sieger (1963), der britische Agentenfilm Der Spion, der aus der Kälte kam (1965) mit Richard Burton sowie zwei Folgen von Raumschiff Enterprise (1966–1967).
Bis zu seinem Tod war er mit der Schauspielerin Frances Heflin (1920–1994), der Schwester des Schauspielers Van Heflin, verheiratet. Aus der Ehe gingen drei Kinder hervor: die Schauspielerinnen Mady Kaplan und Nora Heflin sowie der Regisseur Jonathan Kaplan, der 1979 für den Film Wut im Bauch mit seinem Vater zusammenarbeitete. Sol Kaplan starb 1990 im Alter von 71 Jahren in Manhattan an Lungenkrebs. Sein Grab befindet sich auf dem Beth David Cemetery in Elmont.

## Filmografie (Auswahl)
- 1941: Main Street on the March! (Kurzfilm) – Regie: Edward L. Cahn
- 1942: Sechs Schicksale (Tales of Manhattan) – Regie: Julien Duvivier
- 1948: Der Mann mit der Narbe (Hollow Triumph) – Regie: Steve Sekely
- 1949: Alice im Wunderland (Alice au pays des Merveilles) – Regie: Dallas Bower
- 1949: Die Menschenfalle (Trapped) – Regie: Richard Fleischer
- 1949: Guillotine (Reign of Terror) – Regie: Anthony Mann
- 1949: Rauschgiftbrigade (Port of New York) – Regie: László Benedek
- 1950: Mister 880 – Regie: Edmund Goulding
- 1950: Der Henker saß am Tisch (711 Ocean Drive) – Regie: Joseph M. Newman
- 1950: I’d Climb the Highest Mountain – Regie: Henry King
- 1951: Okinawa (Halls of Montezuma) – Regie: Lewis Milestone
- 1951: The House on Telegraph Hill
- 1951: Zwei in der Falle (Rawhide) – Regie: Henry Hathaway
- 1951: Vergeltung am Teufelssee (The Secret of Convict Lake) – Regie:  Michael Gordon
- 1952: Die Feuerspringer von Montana (Red Skies of Montana) – Regie: Joseph M. Newman
- 1952: Kurier nach Triest (Diplomatic Courier) – Regie: Henry Hathaway
- 1952: König der Gauchos (Way of a Gaucho) – Regie: Jacques Tourneur
- 1952: Gesetz der Peitsche (Kangaroo) – Regie: Lewis Milestone
- 1953: Niagara – Regie: Henry Hathaway
- 1953: Im Reiche des goldenen Condor (Treasure of the Golden Condor) – Regie: Delmer Daves
- 1953: Durch die gelbe Hölle (Destination Gobi) – Regie: Robert Wise
- 1953: Der Untergang der Titanic (Titanic) – Regie: Jean Negulesco
- 1954: Das Salz der Erde (Salt of the Earth) – Regie: Herbert Biberman
- 1957: Ein Toter lügt nicht (The Burglar) – Regie: Paul Wendkos
- 1959: Ehegeheimnisse (Happy Anniversary) – Regie: David Miller
- 1963: Die Sieger (The Victors) – Regie: Carl Foreman
- 1965: Der Spion, der aus der Kälte kam (The Spy Who Came in from the Cold) – Regie: Martin Ritt
- 1966: Judith – Regie: Daniel Mann
- 1975: Geliebte Lügen (Lies My Father Told Me) – Regie: Ján Kadár
- 1979: Wut im Bauch (Over the Edge) – Regie: Jonathan Kaplan